# Helmut Kentler
Helmut Kentler (2 de julio de 1928 – 9 de julio de 2008) fue un sexólogo, psicólogo, defensor y promotor de la pedofilia y profesor de educación social alemán. Representante de la educación sexual en Alemania Occidental, Kentler, inspirándose en los trabajos del freudomarxista Wilhelm Reich, postulaba que el libre flujo de la energía sexual era esencial para la construcción de una nueva sociedad. Los trabajos de Kentler estaban enfocados en la defensa de la pedofilia y fue líder del llamado "Experimento Kentler", un experimento respaldado por el Senado alemán y el Partido Socialdemócrata Alemán (SPD) donde jóvenes vulnerables eran puestos al cuidado de pedófilos.

## Primeros años
Después de graduarse de la escuela secundaria, Kentler quería estudiar teología para convertirse en pastor. Su padre insistió en que realizara una formación profesional técnica. Kentler completó un aprendizaje como cerrajero y posteriormente estudió ingeniería eléctrica. Tras la muerte de su padre, interrumpió sus estudios. De 1953 a 1954 se formó como intérprete en inglés y francés. Luego estudió psicología, medicina, educación y filosofía en Suiza y Alemania Occidental. Durante sus estudios, participó en un experimento de campo de varios años con trabajadores jóvenes que documentó y reflexionó en su libro sobre el trabajo juvenil en el mundo industrial. Para esa época proclamaba su fe cristiana, pero con el paso del tiempo no fue así. En 1960 aprobó el examen principal de psicología.

## Primeros trabajos
Después de completar sus estudios, inicialmente trabajó como oficial de educación juvenil en la Evangelische Akademie Arnoldshain. Luego trabajó de 1962 a 1965 como asistente de investigación en el Studienzentrum Josefstal  (trabajo juvenil protestante). La teoría del trabajo juvenil emancipador que ayudó a desarrollar lo hizo conocido en todo el país. Al año siguiente trabajó como asistente del pedagogo y teórico crítico Klaus Mollenhauer en el Pädagogische Hochschule Berlin (PH Berlin). Luego se convirtió en jefe del departamento de pedagogía social y educación de adultos en el Centro Pedagógico de Berlín y de 1967 a 1974 director de departamento allí. En 1975 recibió su doctorado en Hanover con su disertación "Parents Learn Sexual Education", que también se publicó como libro y tuvo una tirada total de 30.000 copias en la década de 1990. En 1976 le ofrecieron un puesto de profesor universitario para la formación de profesores de escuelas de formación profesional para la educación especial en la Universidad de Hannover, donde enseñó hasta su jubilación en 1996.

## Carrera
Kentler fue uno de los defensores del trabajo juvenil "emancipador" y uno de los representantes de la educación sexual en las décadas de 1960 y 1970. En su labor como perito judicial y experto en sexualidad infantil y juvenil, se hizo muy conocido en los círculos profesionales. De 1979 a 1982 fue presidente de la Sociedad Alemana para la Investigación Social Científica del Sexo (DGSS), luego integró el Consejo Asesor de la Unión Humanista (HU). También fue miembro de la Sociedad Alemana para la Investigación del Sexo (DGfS). Además, desde 1980 Kentler fue miembro de la junta del Grupo Alemán de Estudio y Trabajo sobre Pedofilia (DSAP), que existió hasta 1983, y más tarde de la junta del Grupo de Trabajo sobre Sexualidad Humana (AHS), que se estableció en 1987. Esta organización ahora es criticada por minimizar la pedofilia.
Durante los disturbios estudiantiles en Berlín, Kentler trabajó en ocasiones como "asesor psicológico en cuestiones policiales". Los intentos de liberación sexual de los estudiantes de Berlín en comunas y pisos compartidos dieron como resultado su defensa de la educación sexual emancipadora en el hogar, que también se reflejó científicamente en su disertación de 1975 y lo convirtió en un experto en educación sexual en el curso posterior de su vida profesional.
A finales de la década de 1960, en un "experimento modelo", colocó a varios niños abandonados de entre 13 y 15 años, a los que consideraba "deficientes mentales secundarios", con pedófilos que conocía, alegando que así se reintegrarían en la sociedad y podrían convertirse en adultos maduros. Debido al delito penal asociado, no lo hizo público hasta que prescribió, más de una década después. Kentler afirmaba que el experimento ayudaría a los niños a recuperar la estabilidad social mediante la exposición a pedófilos. Era consciente de que lo más probable era que los adultos realizaran actos sexuales con los menores. En una audiencia del FDP en 1981 Kentler informó: "Esta gente sólo soportaba a estos  chicos de mente débil porque estaban enamorados y encaprichados de ellos".
Para Kentler, no era suficiente que los padres no pongan trabas a los deseos sexuales de sus hijos, sino que debían introducir a sus hijos en la sexualidad porque de lo contrario "corren el riesgo de que [los niños] permanezcan sexualmente subdesarrollados, que se vuelvan lisiados sexuales". En opinión de Kentler, los padres tienen un alto grado de responsabilidad: “Hay que concienciar a los padres de que no se puede mantener una buena relación de confianza entre hijos y padres si se niega a los hijos la satisfacción de necesidades apremiantes y urgentes como las sexuales”.
Partiendo de que los niños pueden tener necesidades sexuales incluso antes de la pubertad, distinguió claramente su libre satisfacción entre iguales o con adultos del abuso sexual: "Los niños sexualmente satisfechos que tienen una buena relación de confianza con sus padres, especialmente en materia sexual, son los mejores protegidos contra la seducción sexual y la agresión sexual”. Kentler advirtió a los padres que no hagan que el contacto sexual involuntario entre niños y adultos sea un problema demasiado grande: "Sería muy malo ahora si los padres perdieran los nervios, entraran en pánico y corrieran directamente a la policía". Kentler consideró que las relaciones sexuales equitativas y no discriminatorias entre adultos y niños apenas eran problemáticas: "Si tales relaciones no son discriminadas por el entorno, entonces se esperan consecuencias positivas para el desarrollo de la personalidad, cuanto más responsable sea la persona mayor porque el más joven siente”, escribió en 1974 en el prólogo del folleto Zeig mal!. Para Kentler, "la gran mayoría que las relaciones de pederasta pueden tener un efecto muy positivo en el desarrollo de la personalidad de un niño, especialmente cuando el pederasta es un verdadero mentor para el niño".
Kentler era soltero, homosexual y tenía tres hijos adoptados y un hijo de acogida. Se identificó como homosexual en una reunión del Club Republicano, un movimiento de intelectuales de izquierda. Su colega Gunther Schmidt afirmó que Kentler le dio una carta donde confesaba que había iniciado una relación sexual abusiva con su hijo a los trece años. Murió en el año 2008 en Hannover sin pagar por los crimines cometidos.